# Aleksei Bàrsov
Aleksei Bàrsov (3 d'abril de 1966) és un jugador d'escacs uzbek que té el títol de Gran Mestre Internacional des del 2000.
A la llista d'Elo de la FIDE del juliol de 2016, hi tenia un Elo de 2441 punts, cosa que en feia el jugador número 8 (en actiu) de l'Uzbekistan. El seu màxim Elo va ser de 2.550 punts, a la llista de l'abril de 2002.

## Resultats destacats en competició
El 1992 compartí el primer lloc amb Bryon Nickoloff a l'Obert del Canadà. El 1995 fou campió del Torneig de Vlissingen. El 2001 guanyà el torneig de ràpides del 11è Festival d'escacs d'Abu Dhabi. El 2006 fou campió de l'Uzbekistan. El 2007 compartí el primer lloc del 77è Torneig de Hastings amb Pendyala Harikrishna i Krishnan Sasikiran. El 2011 fou tercer a l'Obert Vila de Sitges amb 7 punts de 9, empatat amb Djuric Stefan i Miguel Muñoz Pantoja, primer i segon classificat respectivament. El setembre del 2011 compartir el primer lloc amb Miguel Muñoz Pantoja a l'Obert Ciutat Vella. El 2013 fou sot-campió de l'Obert Vila de Sitges amb 7 punts de 9, mig punt menys que el primer classificat Karèn H. Grigorian.

### Participació en olimpíades d'escacs
Bàrsov ha participat, representant l'Uzbekistan, en cinc Olimpíades d'escacs entre els anys 2000 i 2010 (un cop com a 2n tauler), amb un resultat de (+12 =20 –10), per un 52,4% de la puntuació. El seu millor resultat el va fer a les Olimpíada del 2000 en puntuar 5½ de 7 (+4 =3 -0), amb el 78,6% de la puntuació, amb una performance de 2695, i que li significà aconseguir la medalla d'or individual del segon tauler de reserva.